# نظرية التحليل النفسي

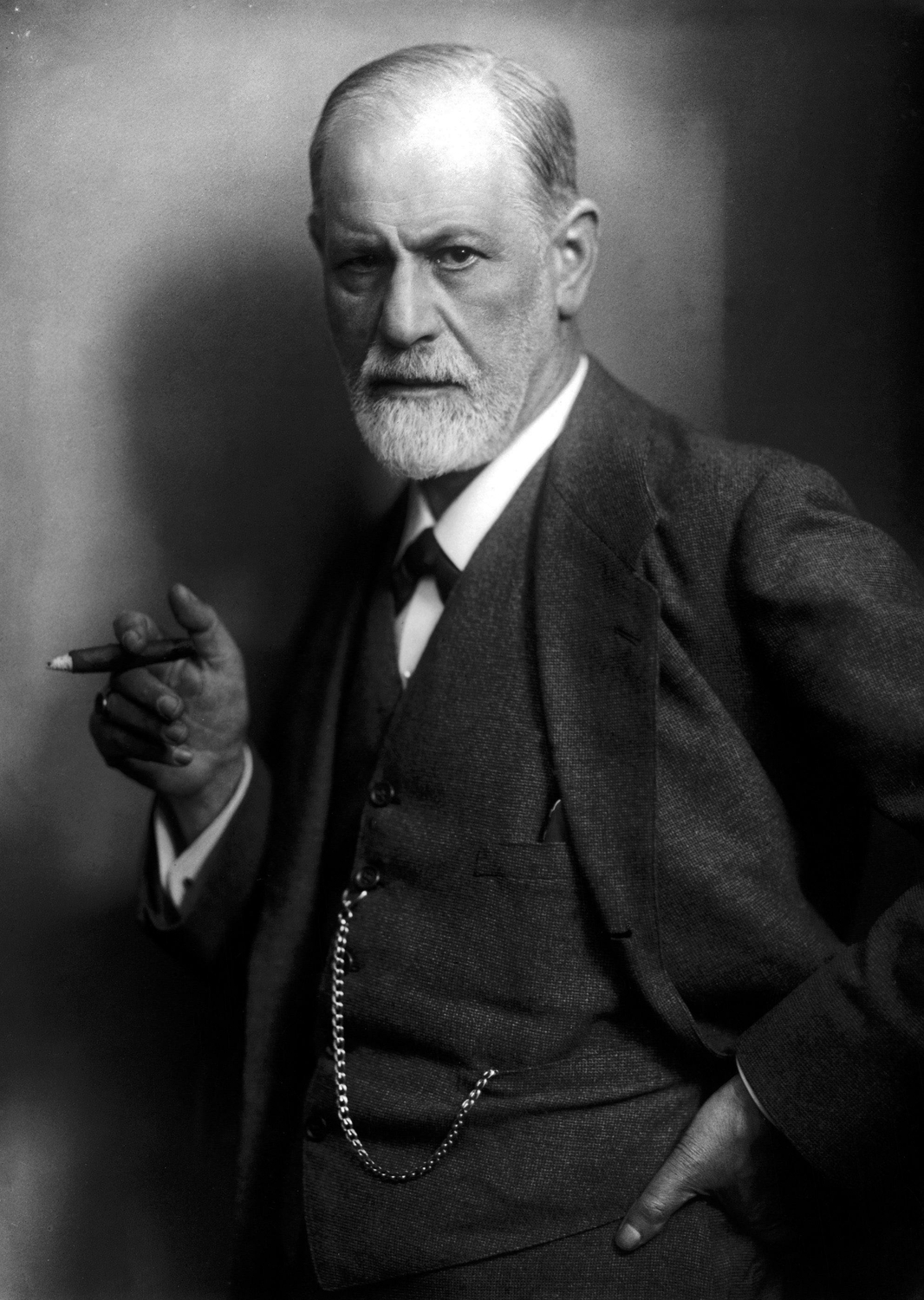

نظرية التحليل النفسي هي نظرية حول تنظيم الشخصية وآليات تطورها التي تُوجّه العلاج التحليلي، ويعتبر التحليل النفسي طريقة علاجية تُستخدم في علاج الأمراض النفسية. وضع سيغموند فرويد أول نظرياته في التحليل النفسي في أواخر القرن التاسع عشر، وخضعت فيما بعد للعديد من التعديلات. ظهرت نظرية التحليل النفسي بشكل كامل في الثلث الأخير من القرن العشرين باعتبارها جزءاً من الحوار الحَرج المُتفاقم حول العلاجات النفسية في فترة ما بعد الستينيات، وبعد فترة طويلة من وفاة فرويد في عام 1939، أصبحت نظريته هذه موضع خلاف ورفضٍ على نطاق واسع. أوقف فرويد عمله حول الدماغ وأبحاثه العصبية وحوّل مُجمل تركيزه على دراسة العقل الباطن والسّمات النفسية التي تُشّكله، وعلى العلاج عبر استخدام آليات التداعي الحُرّ والتحويل. أكّدت دراسته على أهمية التنظيمات الجنسية في مرحلة الطفولة التي يمكن أن تؤثر على الحياة النفسية عند البالغين. حدّدت أبحاثه حول الجينات الوراثية وجوانب تطورها خصائص نظرية التحليل النفسي. بدءاً من نشره لكتاب «تفسير الأحلام» (بالإنجليزية: The Interpretation of Dreams) في عام 1899، شرَعت نظرياته في اكتساب أهمية بارزة.

## المصطلحات والتعريف
يُستخدم مُصطلح التحليل النفسي وعلم النفس التحليلي في اللغة الإنجليزية. يُعتبر المصطلح الثاني هو الأقدم، وكان يعني في البداية ببساطة «كل ما يتعلّق بتحليل النفس البشرية». ولكن مع ظهور التحليل النفسي بصفته ممارسة سريرية مُستقلة، أصبح كل من هذين المصطلحين طريقة لوصف ذلك. على الرغم من أن كلاهما ما زالا قيد الاستخدام حتى يومنا هذا، فإن المصطلح الطبيعي هو التحليل النفسي.
يُعرّف مصطلح التحليل النفسي في قاموس أكسفورد للغة الإنجليزية على الشكل التالي:
هو طريقة علاجية، أنشأها سيغموند فرويد، لعلاج الاضطرابات العقلية من خلال دراسة التفاعلات بين الوعي واللاوعي في العقل الباطن للمريض واستحضار المخاوف والصراعات المكبوتة في اللاوعي إلى الوعي، وذلك باستخدام آليات مثل تفسير الأحلام والتداعي الحُرّ. أيضاً: نظام النظرية النفسية المرتبط بهذه الطريقة.

## البدايات
في البداية، عَمِل فرويد على دراساته في التحليل النفسي بالتعاون مع الدكتور جوزيف بروير، خاصة في الدراسات المتعلقة بالمريضة «آنا أو»، واتّسمت العلاقة بين فرويد وبروير بمزيج من الإعجاب والمنافسة، بناءً على حقيقة أنهما عَمِلا معًا على حالة المريضة «آنا أو» وتَعيّن عليهما الموازنة بين فكرتين مختلفتين فيما يتعلق بتشخيص حالتها وعلاجها. اليوم، يمكن اعتبار بروير جدّ التحليل النفسي. عانت المريضة «آنا أو» من مزيج من الاضطرابات الجسدية والنفسية مثل عدم قدرتها على الشرب نتيجة الخوف. وَجَدَ كل من بروير وفرويد أن التنويم المغناطيسي كان طريقة مساعِدة جداً في اكتشاف المزيد حول شخصية «آنا أو» وعلاجها. ذُكِرَت الأبحاث والأفكار المتعلقة حول حالة «آنا أو» بشكل كبير ضمن محاضرات فرويد حول أصل التحليل النفسي وتطوره.
أدّت هذه الملاحظات إلى طرح فرويد لنظرية يقترح فيها بأن المشكلات التي يواجهها مرضى الهستيريا يمكن أن ترتبط بتجارب مؤلمة من فترة الطفولة التي لا يمكن للمريض تذكرها. شكّل تأثير هذه الذكريات المفقودة مشاعر المرضى وأفكارهم وسلوكياتهم. ساهمت هذه الدراسات في تطوّر نظرية التحليل النفسي.

## بُنية الشخصية
أكّد سيغموند فرويد على أن الشخصية تتكون من ثلاثة أقسام مختلفة، الهُو والأنا والأنا العليا. يُعتبر الهُو: الجانب من الشخصية الذي يسيطر عليه الدوافع والرغبات الداخلية الأساسية. وعادةً ما تكون غريزية، مثل الجوع والعطش والدافع الجنسي أو الرغبة الجنسية. يعمل الهُو وفقاً لمبدأ اللّذة، بشكل يحاول فيه تجنب الألم والسعي وراء الحصول على المتعة. نظراً لمضمون الغريزية لعمل الهُو، تتّصف هذه الشخصية بالتّهور وغالباً ما تكون غير مُدركة لعواقب أفعالها. أما الأنا، فهي مدفوعة بمبدأ الواقعية. وتعمل على تحقيق التوازن بين الهُو والأنا العليا، من خلال محاولة تلبية دوافع الهُو بطرق أكثر واقعية. وتسعى لتسويغ غريزة الهُو وإرضاء دوافعها التي تفيد الفرد على المدى الطويل. وتساعد أيضاً على الفصل بين ما هو حقيقي وواقعي وبين الدوافع الخاصة بنا، بالإضافة إلى كونها أكثر واقعية بشأن المعايير التي تُحددها الأنا العليا للفرد. أما الأنا العليا فهي مدفوعة بمبدأ الأخلاق. وتعمل بما يتناسب مع مبادئ الأخلاق السامية للأفكار والأفعال. بدلاً من الانجراف وراء الغريزة مثل الهُو، فالأنا العليا تعمل على الالتزام بطرق مقبولة اجتماعياً. تعمل على مبدأ الأخلاق وتساهم في الحكم على شعورنا بالخطأ والصّواب وتستخدم شعور الذنب لتشجيع السلوك المقبول اجتماعياً.

## اللاوعي
اللاوعي هو منطقة داخل العقل ليس بإمكان الفرد إدراكها. قال فرويد إن اللاوعي هو الذي يكشف عن المشاعر والعواطف والأفكار الحقيقية للفرد. تُستخدم مجموعة متنوعة من آليات التحليل النفسي للوصول إلى اللاوعي وفهمه، باستخدام طرق مثل التنويم المغناطيسي والتداعي الحر وتفسير الأحلام. تفصِح لنا الأحلام عن مكنونات اللاوعي، فوفقاً لفرويد، تُعتبر الأحلام «الطريق الملكي» إلى اللاوعي. تتكون الأحلام من مضمون كامن وآخر ظاهر. فالمضمون الكامن هو المعنى الضمني للحلم الذي لا يمكن للفرد تذكره بعد أن يستيقظ، في حين أن المضمون الظاهر هو محتوى الحلم الذي يمكن للفرد تذكره بعد الاستيقاظ ويمكن تفسيره عن طريق استشارة عالم نفس تحليلي. من خلال كشف المضمون الظاهر للأحلام وفهمه، يمكن للفرد أن يُدرك مجموعة العُقَد والاضطرابات التي قد تكون مُنطوية تحت هامش شخصيته. يمكن أن تُوفر الأحلام مدخلاً إلى اللاوعي الذي لا يمكن الوصول إليه بسهولة.
يحدُث مُنزلق فرويد (المعروف أيضاً باسم الهفوة)  عندما تعجز الأنا والأنا العليا عن العمل بشكل صحيح، ما يؤدي إلى بروز الهُو ودوافعها ورغباتها. وهي تُعتبر أخطاء تَكشِف عن مكنونات اللاوعي. تتعدد الأمثلة على ذلك بين مناداة شخص ما باسم آخر أو إساءة فهم كلمة محكيّة أو مكتوبة أو ببساطة مجرد الإفصاح عن شيء ما بشكل خاطئ.

## الآليات الدفاعية
توازن الأنا بين الهُو والأنا العليا والواقع؛ للحفاظ على حالة صحية من الوعي. وبالتالي، تعمل على حماية الفرد من أي ضغوطات أو قلق من خلال تحريف الواقع. هذا يمنع تشكيل أيّ محاولة لدخول الأفكار والمكنونات داخل اللاوعي إلى الوعي. تضمّ الأنواع المختلفة للآليات الدفاعية: الكبت والتكوين العكسي والإنكار والإسقاط النفسي والإزاحة والتعلية والنكوص والتبرير.

## نظريات علم النفس

### التطور النفسي الجنسي
طرحَ فرويد نظرية تطور الشخصية (النفس). وهي نظرية مرحلية تقترح بأن التطور يحدث عبر مراحل تُسيطر فيها الرغبة الجنسية على أجزاء الجسم المختلفة. تُرتّب هذه المراحل المختلفة تدريجياً على النحو التالي: الفموية والشرجية والقضيبية (عقدة أوديب) والكمون والتناسلية. تظهر المرحلة التناسلية عند تلبية البشر لجميع احتياجاتهم لجميع المراحل الأخرى بقدرة كافية من الطاقة الجنسية. وإن الأفراد الذين لم يُلبّوا احتياجاتهم يصبحون مكبوتين أو «عالقين» في تلك المرحلة.

### النظرية التحليلية الجديدة
أدّت نظرية فرويد وعمله على التطور النفسي الجنسي إلى نشوء نظرية التحليل الجديدة / أو الفرويديون المُحدَثون، الذين آمنوا أيضاً بأهمية اللاوعي وتفسيرات الأحلام والآليات الدفاعية والتأثير المتكامل لأحداث الطفولة، ولكن كانت لديهم اعتراضات على هذه النظرية أيضاً. فقد رفضوا فكرة أن تطور الشخصية يتوقف في عمر 6 سنوات، بل اعتقدوا بأن تطور الشخصية يستمر طوال حياة الفرد. عمِلوا على توسيع عمل فرويد وشملوا المزيد من المؤثرات من المحيط وركّزوا على أهمية الوعي واللاوعي. من أهم واضعيّ النظريات: إريك إريكسون (التطور النفسي الاجتماعي)، وآنا فرويد، وكارل يونغ، وألفريد أدلر، وكارين هورني، بالإضافة إلى نظرية العلاقة بالموضوع.

## انتقادات حول نظرية التحليل النفسي
- يدّعي البعض أن النظرية تفتقر إلى الدلائل التجريبية وتُركّز بشكل كبير على علم الأمراض.[17]
- يدّعي البعض أن هذه النظرية لا تراعي الخلفية الثقافية وتأثيرها على الشخصية.[18][19]

## تطبيقها في الفنون والعلوم الإنسانية
تُؤثر نظرية التحليل النفسي بشكل عام على الفلسفة القارية وعلى فلسفة الجمال بشكل خاص. يُعتبر فرويد فيلسوفاً في بعض النواحي، وكتبَ فلاسفة آخرون، أمثال جاك لاكان وميشيل فوكو وجاك دريدا -على نطاق واسع- كيف أن التحليل النفسي قد أثّر على التحليل الفلسفي.
عند تحليل النصوص الأدبية، يمكن استخدام نظرية التحليل النفسي لتفسير المعنى الخفي داخل النص وترجمته، أو لفهم نوايا المؤلف بشكل أفضل. من خلال تحليل الدوافع، يمكن استخدام نظرية فرويد للمساعدة في توضيح معنى الكتابة بالإضافة إلى توضيح أدوار الشخصيات داخل النص.